# Fukuyama
Pour les articles homonymes, voir Fukuyama (homonymie).
Fukuyama (福山市, Fukuyama-shi) est une ville du Japon, située sur l'île de Honshū, dans la préfecture de Hiroshima.

## Géographie

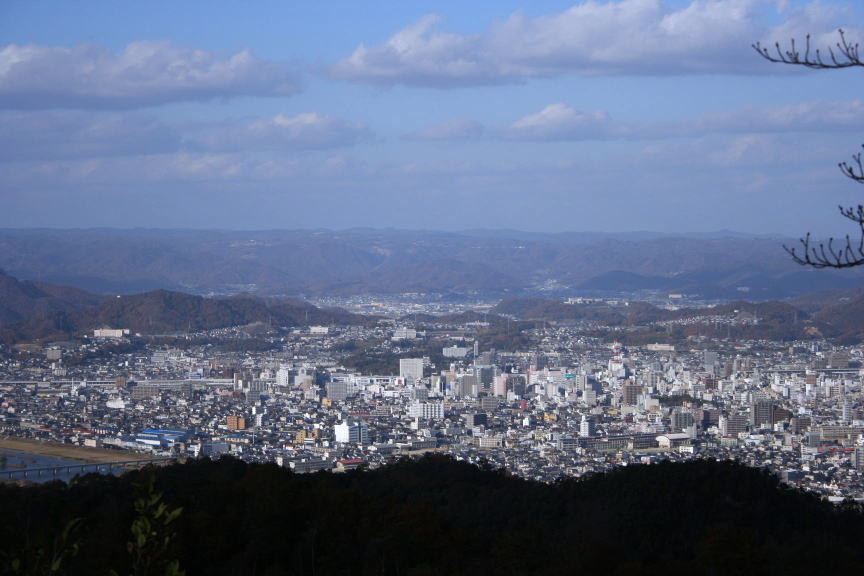
Panorama de Fukuyama.

### Situation
Fukuyama est située à l'est de la préfecture de Hiroshima. Elle est bordée par la mer intérieure de Seto au sud.

### Municipalités limitrophes
| Fuchū    | Jinsekikōgen           | Ibara   |
| Onomichi | Fukuyama               | Ibara   |
| Onomichi | mer intérieure de Seto | Kasaoka |

### Démographie
En août 2018, la population de la ville de Fukuyama était de 469 952 habitants, répartis sur une superficie de 518,14 km2.

### Climat
Fukuyama a un climat subtropical humide avec des étés très chauds et des hivers frais. Les précipitations sont importantes tout au long de l'année, mais un peu plus faibles en hiver.

## Histoire
Fukuyama s'est développée autour de son château, construit entre 1619 et 1622. La ville moderne a été officiellement fondée le 1er juillet 1916.
La ville a été détruite à environ 80 % à la suite des bombardements américains en 1945.
Fukuyama est une ville noyau depuis 1998.

## Transport
La gare de Fukuyama est la principale gare de la ville. Elle est notamment desservie par la ligne Shinkansen Sanyō.
La ville possède un port.

## Culture locale et patrimoine

### Patrimoine culturel

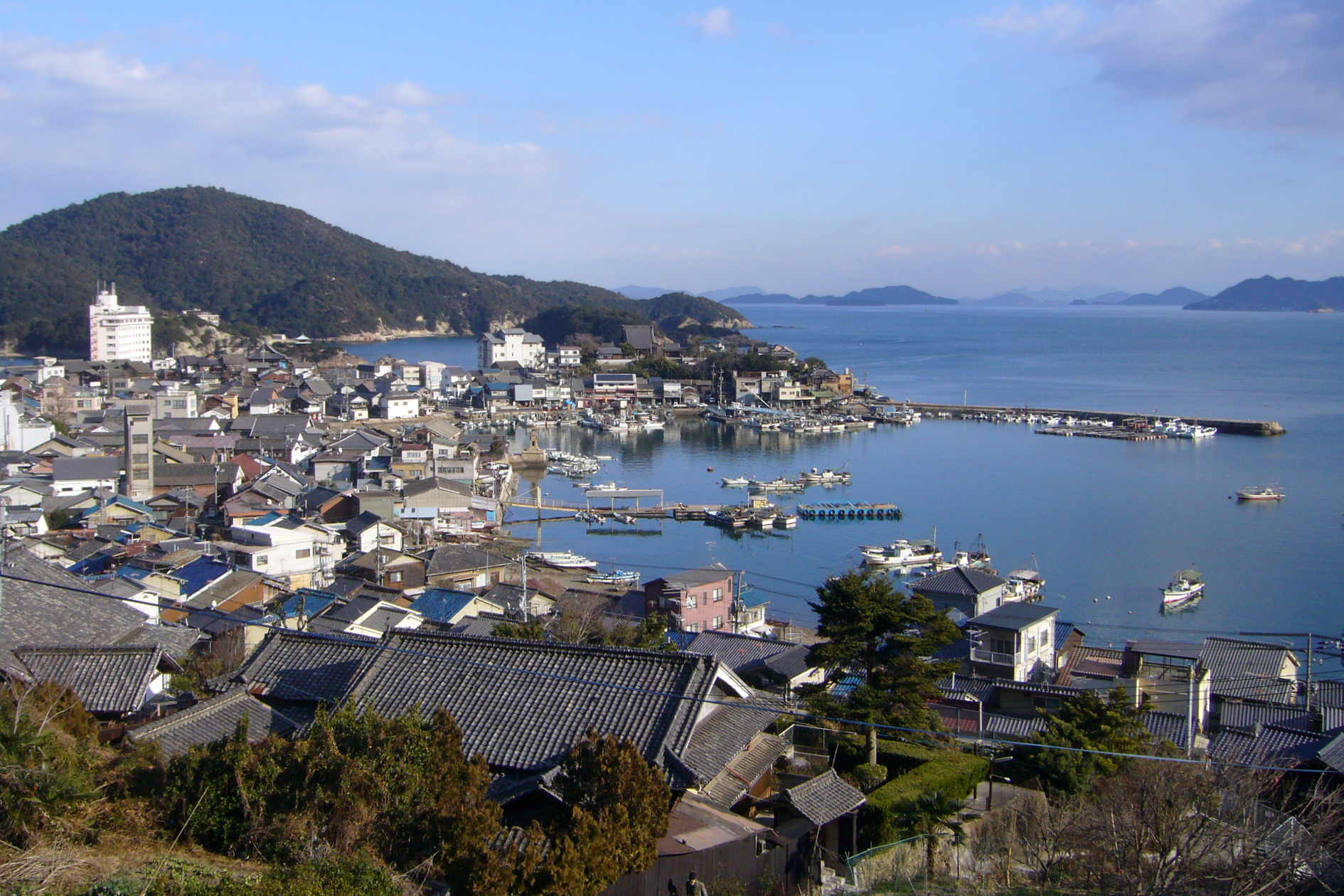
Le port de Tomonoura

- Château de Fukuyama
- Myōō-in
- Tomonoura (en)

## Éducation
- Université municipale de Fukuyama

## Jumelages
| Ville | Ville                    | Pays | Pays         | Période                   |
| ----- | ------------------------ | ---- | ------------ | ------------------------- |
|       | arrondissement de Bunkyō |      | Japon        | depuis mars 2018          |
|       | Hamilton                 |      | Canada       | depuis le 4 octobre 1976  |
|       | Kazanlak                 |      | Bulgarie     |                           |
|       | Maui                     |      | États-Unis   | depuis le 17 mai 2008     |
|       | Okazaki                  |      | Japon        | depuis le 9 novembre 1972 |
|       | Pohang                   |      | Corée du Sud | depuis 1979               |
|       | Tacloban                 |      | Philippines  | depuis 1980               |

## Personnalités liées à la commune
- Tanomogi Keikichi (1867-1940), homme politique
- Masuji Ibuse (1898-1993), écrivain
- Sachiko Chiba (1911-1993), actrice
- Kiichi Miyazawa (1919-2007), homme d'État
- Yoshinobu Ishii (1939-2018), footballeur et entraîneur
- Takaji Mori (1943-2011), footballeur et entraîneur
- Sōji Shimada (né en 1948), écrivain
- Yōichi Miyazawa (né en 1950), homme politique
- Hiroyuki Nakano (né en 1958), réalisateur
- Mana Endo (née en 1971), joueuse de tennis
- Jun Fukuyama (né en 1978), seiyū
- Ryota Moriwaki (né en 1986), footballeur
- Shinichiro Kuwada (né en 1986), footballeur
- Ayano Ōmoto (née en 1988), chanteuse
- Kensuke Nagai (né en 1989), footballeur
- Ayaka Shiomura (née en 1978), femme politique